# 5631 Sekihokutouge
5631 Sekihokutouge eller 1993 FE1 är en asteroid i huvudbältet som upptäcktes den 20 mars 1993 av de båda japanska astronomerna Kazuro Watanabe och Kin Endate vid Kitami-observatoriet. Den är uppkallad efter Sekihokupasset, 69 kilometer från Kitami.
Asteroiden har en diameter på ungefär 4 kilometer.